# Barbican Centre
El Barbican Centre és un centre d'arts escèniques de la City de Londres, el més gran del seu tipus a Europa. El centre acull, entre d'altres, concerts de música clàssica i música contemporània, obres de teatre, projeccions audiovisuals i exposicions d'art. També allotja una biblioteca, tres restaurants i un conservatori. La London Symphony Orchestra, l'Orquestra Simfònica de la BBC, i la Royal Shakespeare Company hi tenen la seu. És propietat de la City of London Corporation i va ser inaugurat per la reina Isabel II del Regne Unit el 3 de març de 1982. És també conegut per la seva arquitectura brutalista.

## Història
El Barbican Center va tenir un llarg període de desenvolupament, i només es va obrir uns anys després que el complex d'habitatges de Barbican Estate s'hagués acabat en un emplaçament molt bombardejat durant la Segona Guerra Mundial.
Aquest centre va ser dissenyat per Peter Chamberlin, Geoffry Powell i Christoph Bon de Chamberlin, Powell i Bon, té un disseny complex de diversos nivells amb nombroses entrades. Les línies pintades a terra ajuden els futurs espectadors a evitar perdre's per les passarel·les de la zona de Barbican, dins de la qual es troba el centre.. El disseny del Barbican Centre, un zigurat de formigó, sempre ha estat polèmic i genera divisió d'opinions. Va ser votat com "l'edifici més lleig de Londres" en una enquesta de Grey London el setembre de 2003.
El setembre de 2001, la ministra d'arts Tessa Blackstone va anunciar que el complex Barbican Center havia de ser un edifici catalogat de grau II. Ha estat designat lloc d'especial interès arquitectònic per la seva escala, la seva cohesió i l'ambició del projecte. El centre va ser dissenyat pels gabinets d'arquitectura Chamberlin, Powell i Bon, que també eren responsables de la zona residencial de luxe que envolta el centre: la finca Barbican, així com la per la propera finca Golden Lane. L'arquitecte del projecte John Honer va treballar més tard a la Biblioteca Britànica de St Pancras, un zigurat de maó vermell.
A mitjans de la dècada de 1990, un esquema de millora cosmètica de Theo Crosby, de l'estudi de disseny Pentagram, va afegir estàtues i elements decoratius que recordaven el moviment Arts and Crafts. Entre el 2005-2006, el centre va patir una reforma més important, executada pels arquitectes Allford Hall Monaghan Morris i Roger Westman, que va millorar la circulació i va introduir una senyalització atrevida amb un estil d'acord amb l'arquitectura brutalista original dels anys setanta del centre. Aquest esquema de millora va afegir un pont intern que unia la zona del vestíbul del Silk Street,  amb la zona del vestíbul al costat del llac. L'entrada del centre per Silk, abans dominada per un accés per a vehicles, es va modificar per donar un millor accés als vianants. L'esquema incloïa l'eliminació de la majoria dels detalls de mitjans de la dècada de 1990.
A l'exterior, el focus principal del centre és el llac i la seva terrassa propera. La torre volada del teatre ha estat envoltada de vidre i convertida en un hivernacle d'alt nivell.
L'acústica del Barbican Hall també ha estat controvertida: alguns l'elogiaven per la seva atractiva calidesa, però d'altres la trobaven massa seca per a una actuació orquestral a gran escala. L'any 1994, l'acústica de Chicago Larry Kirkegaard va supervisar una reenginyeria acústica de 500.000 lliures esterlines de la sala "que produïa una millora perceptible en el control de l'eco i l'absorció del so", va escriure el crític musical Norman Lebrecht a l'octubre de 2000.
El teatre es va construir com a seu de la Royal Shakespeare Company, que va participar en el disseny, però va decidir no renovar el seu contracte l'any 2002 després d'afirmar la manca d'espai escènic, a més de la posició del director artístic, Adrian Noble, que volia desenvolupar les actuacions itinerants amb la companyia. La resposta del teatre va ser estendre la seva temporada actual de produccions internacionals de sis mesos, "Barbican International Theatre Event", a tot l'any. El 23 de gener de 2013, Greg Doran, director artístic de RSC, va anunciar el retorn de la companyia al Barbican Center en una temporada de tres anys de les obres de teatre dels Drames de Shakespeare.
El 2017, es va proposar l'adjudicació d'una nova sala de concerts a l'espai: Centre for Music l'Orquestra Simfònica de Londres i la Guildhall School of Music and Drama. Les propostes es van cancel·lar el 2021
La Guildhall School of Music and Drama, on les actuacions teatrals del Barbican Centre s'escenifiquen de tant en tant, i la Barbican Library de Londres, també es troben a la zona. El Museu de Londres és a prop d'Aldersgate i també es troba a Barbican Estate.

## Galeria

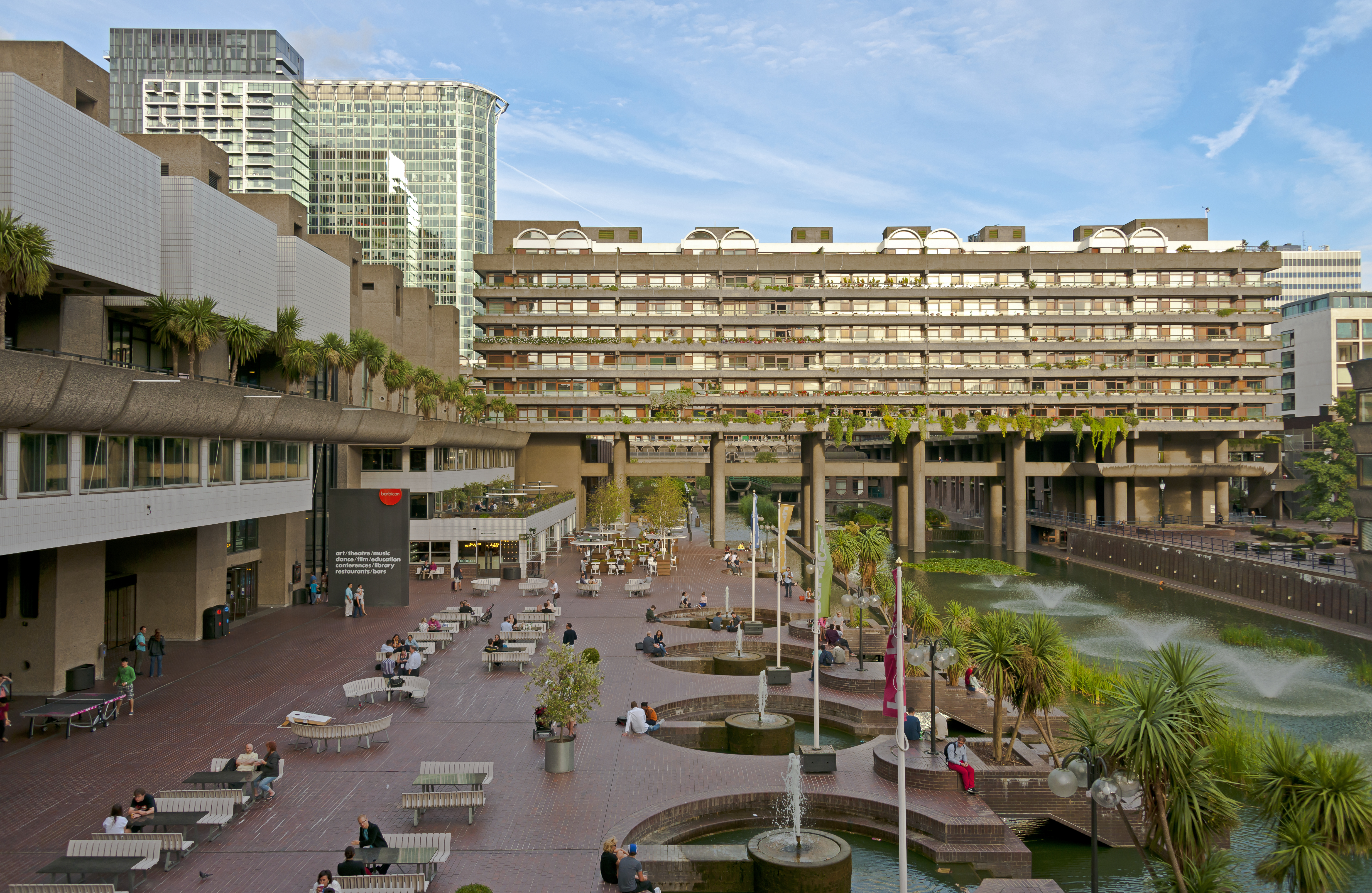
Zona de llacs al Barbican
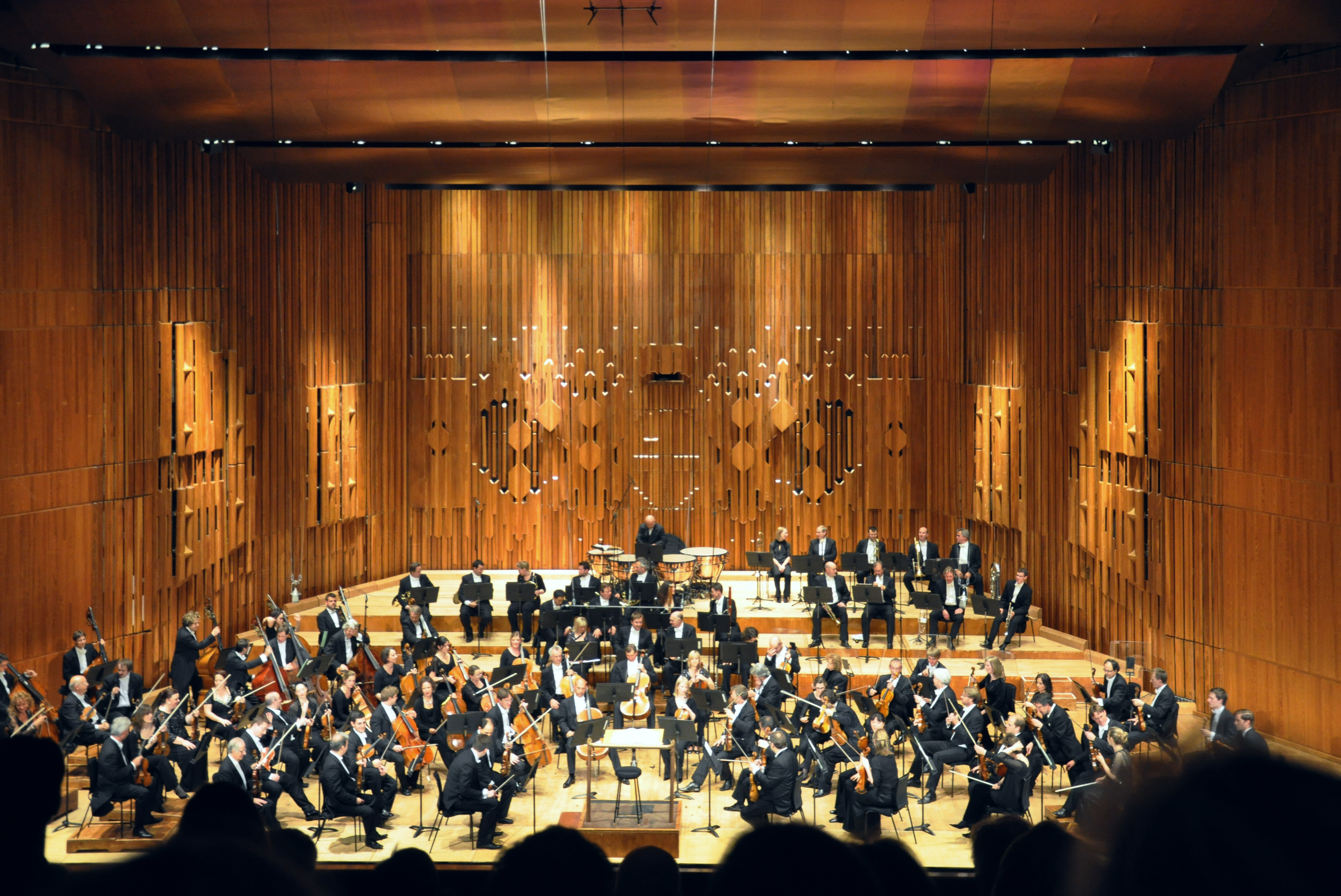
Barbican Hall of the Barbican Centre
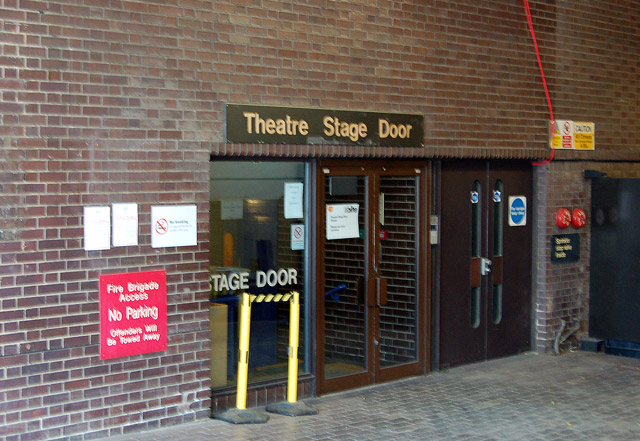
Entrada a l'escenari del Barbican Centre
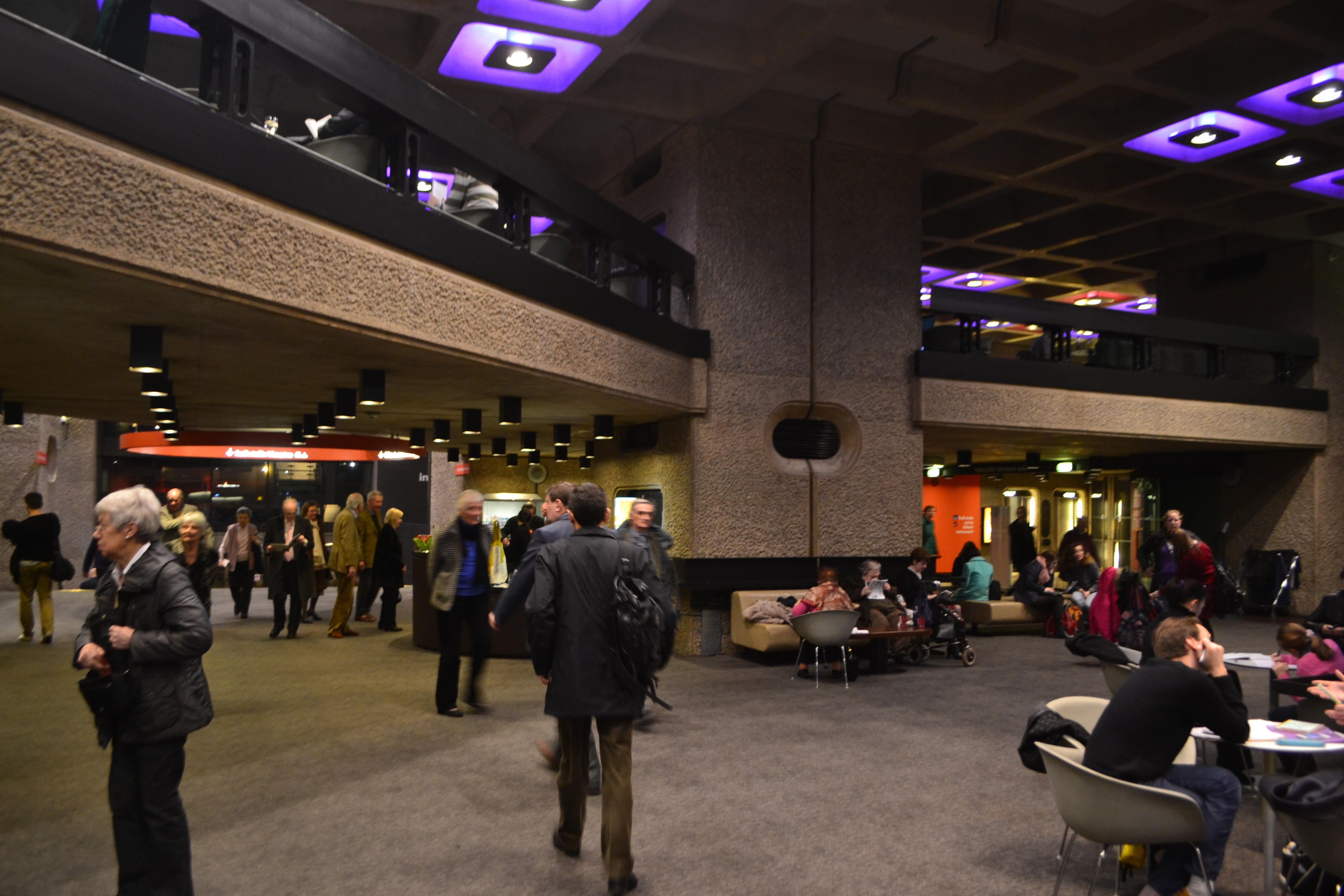
Vestíbul del Barbican Centre
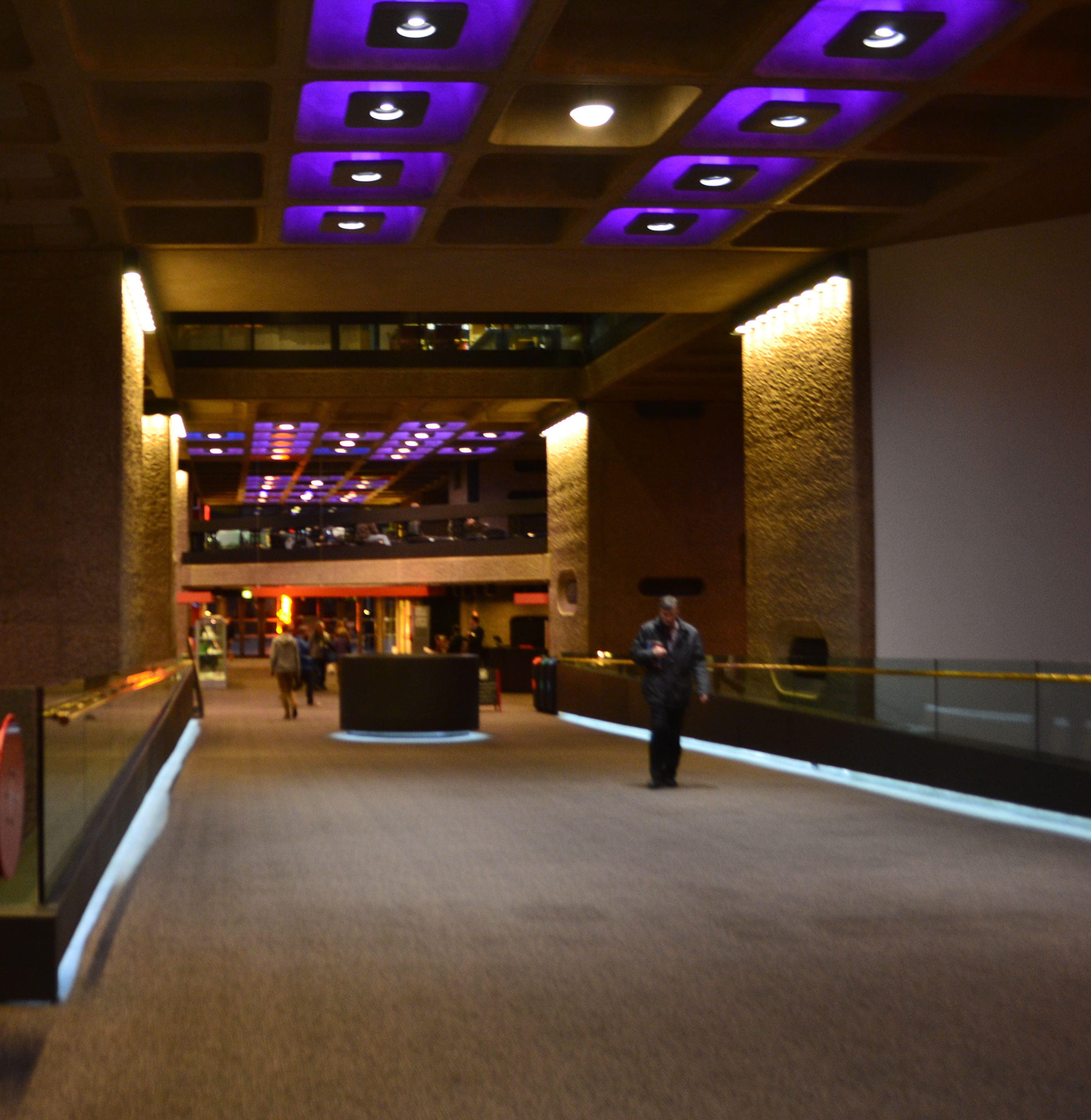
Interior del Barbican Centre
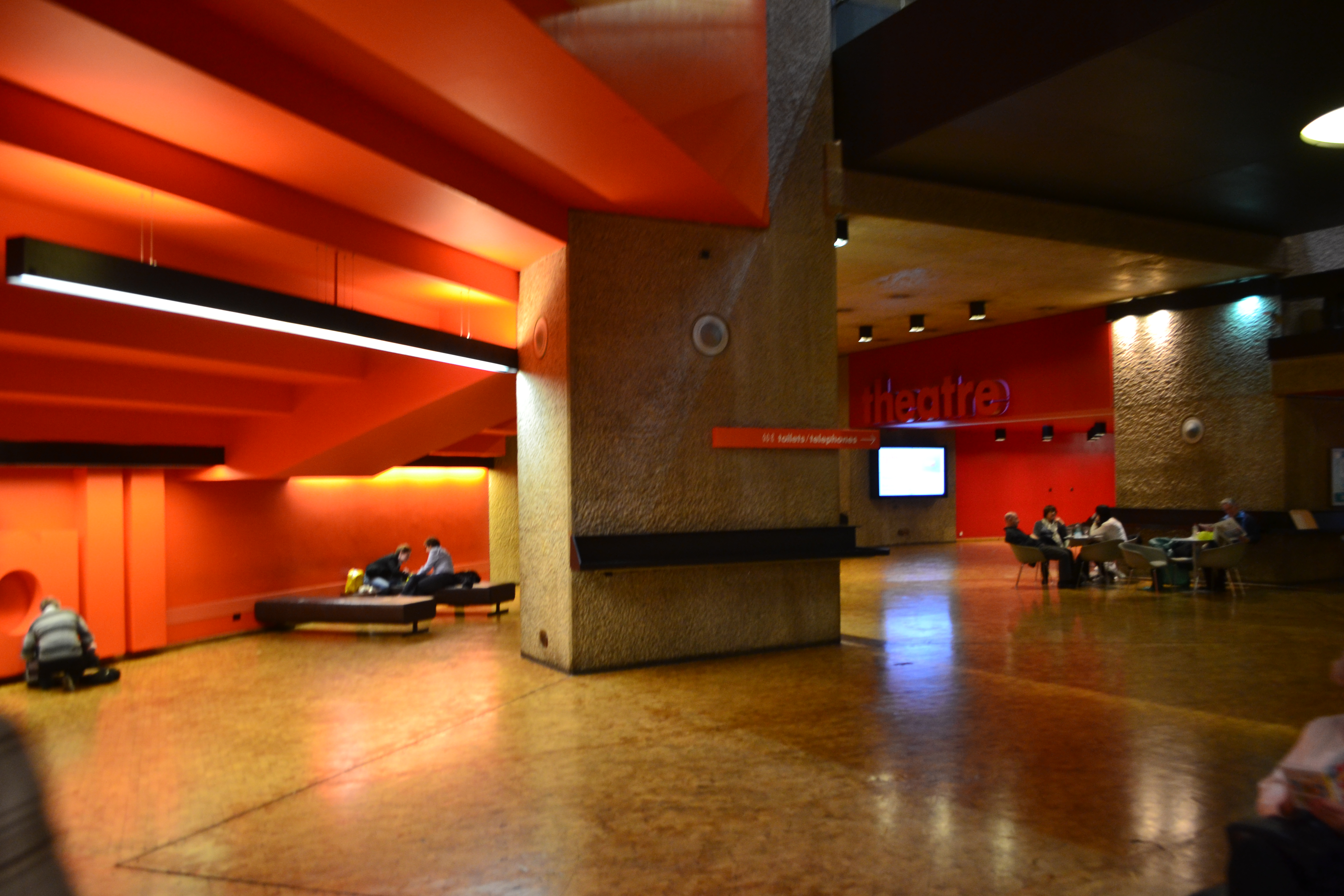
Entrada of The Barbican Centre
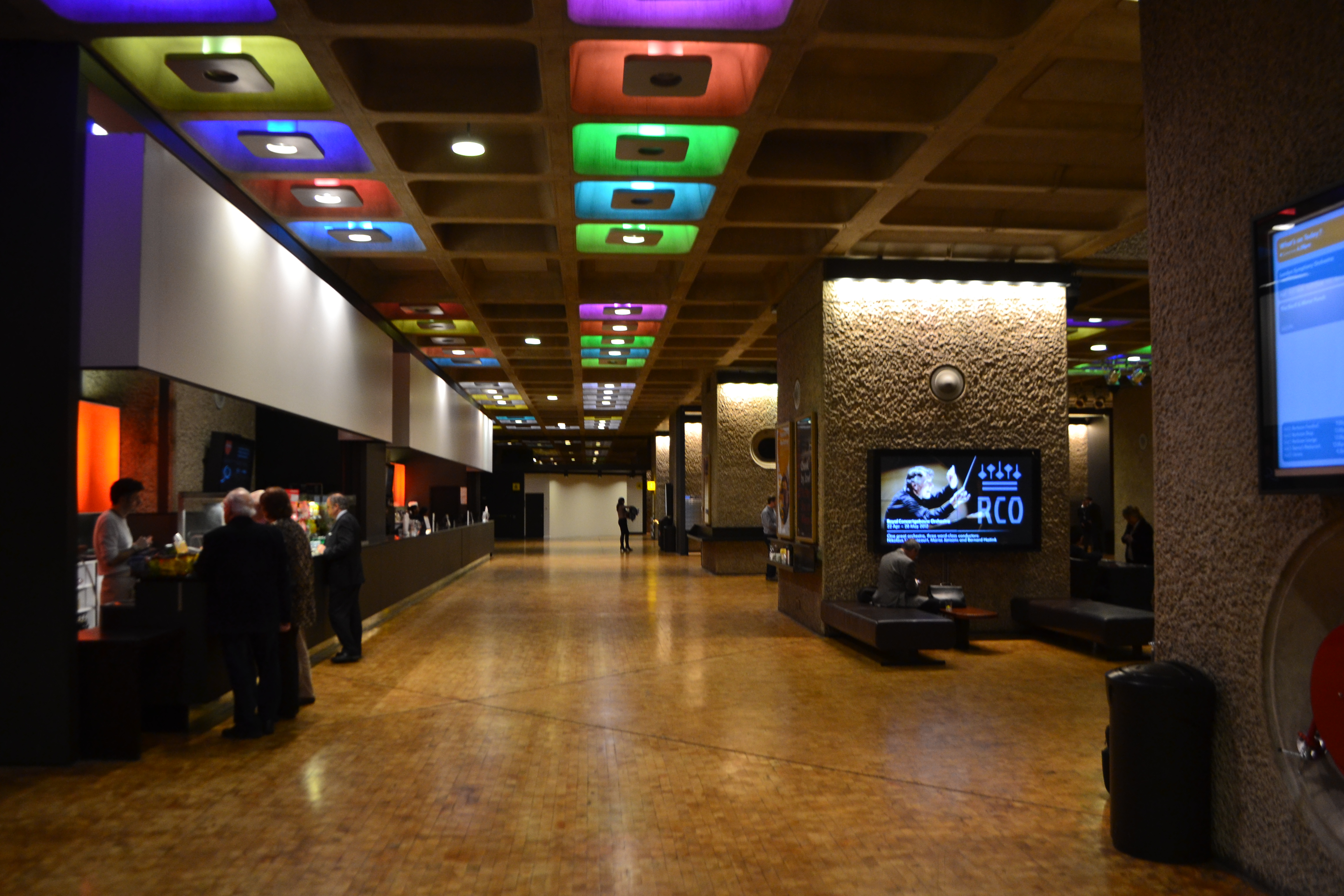
Imatge del celobert del Barbican Centre
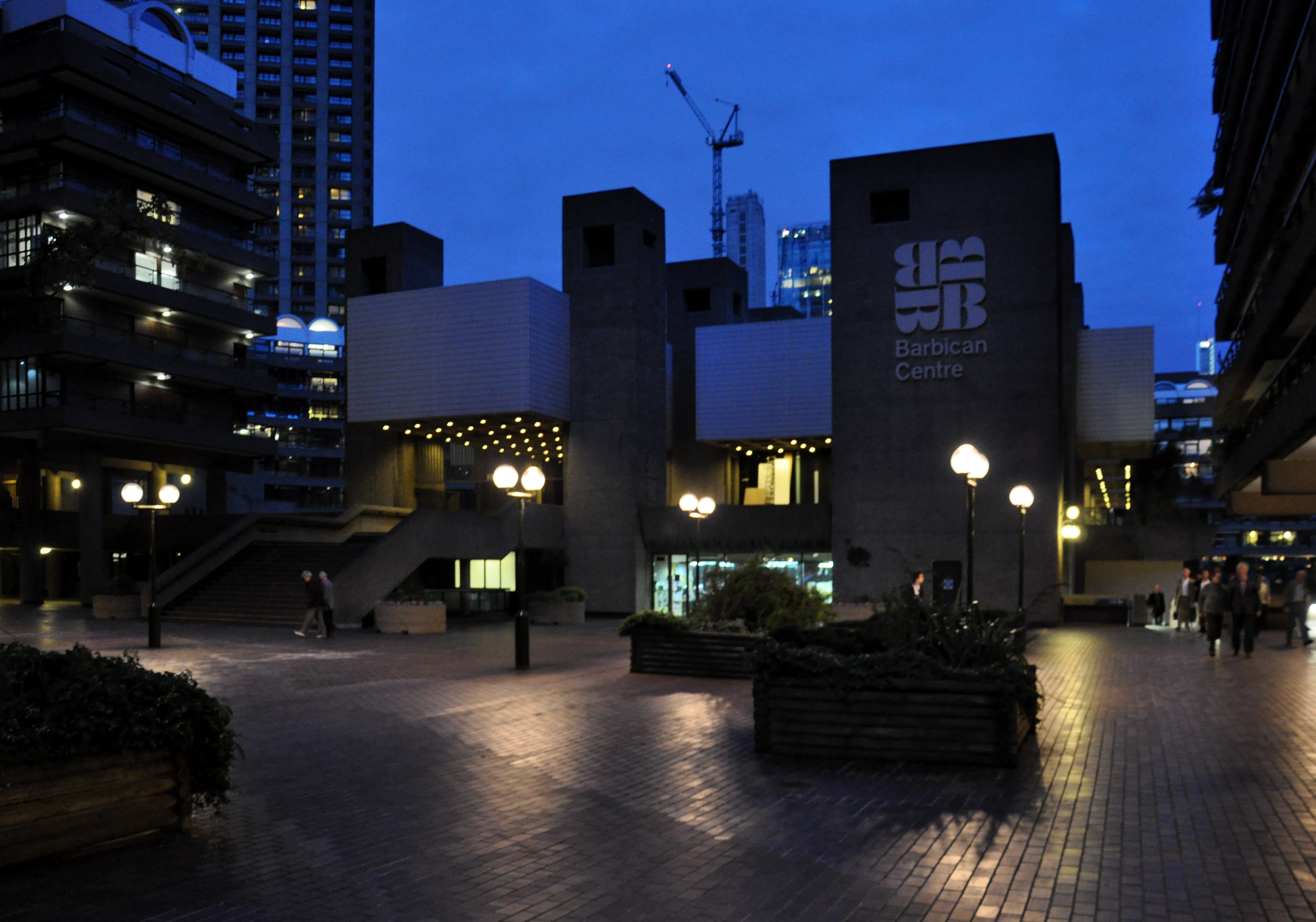
El Barbican Centre de nit
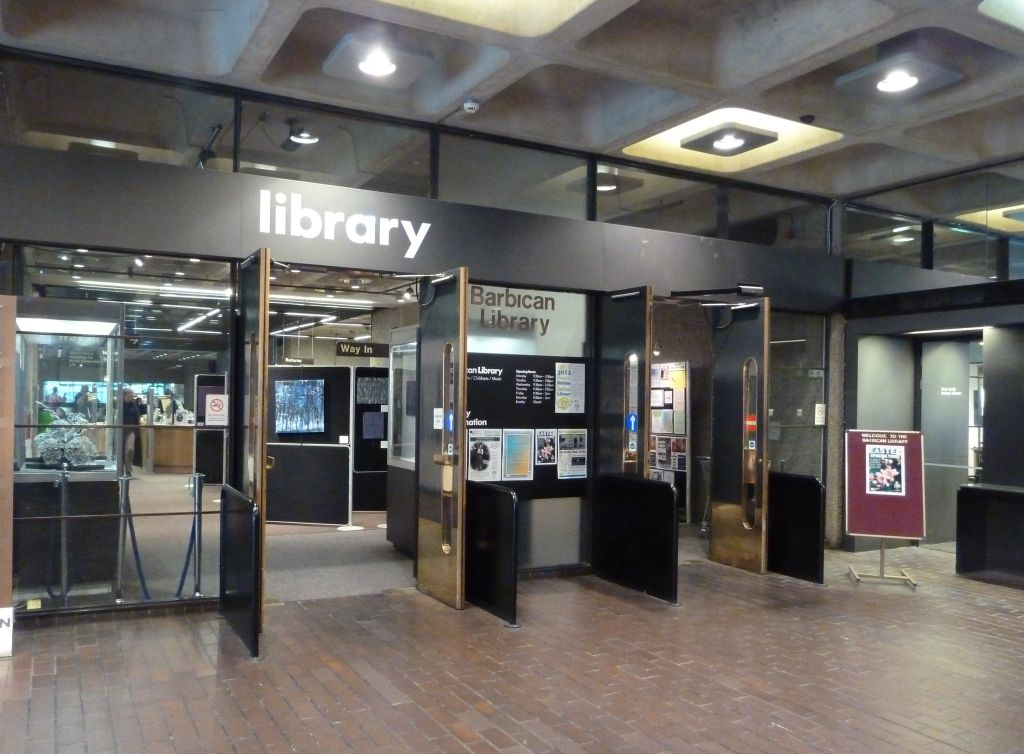
Entrada a la Barbican Library
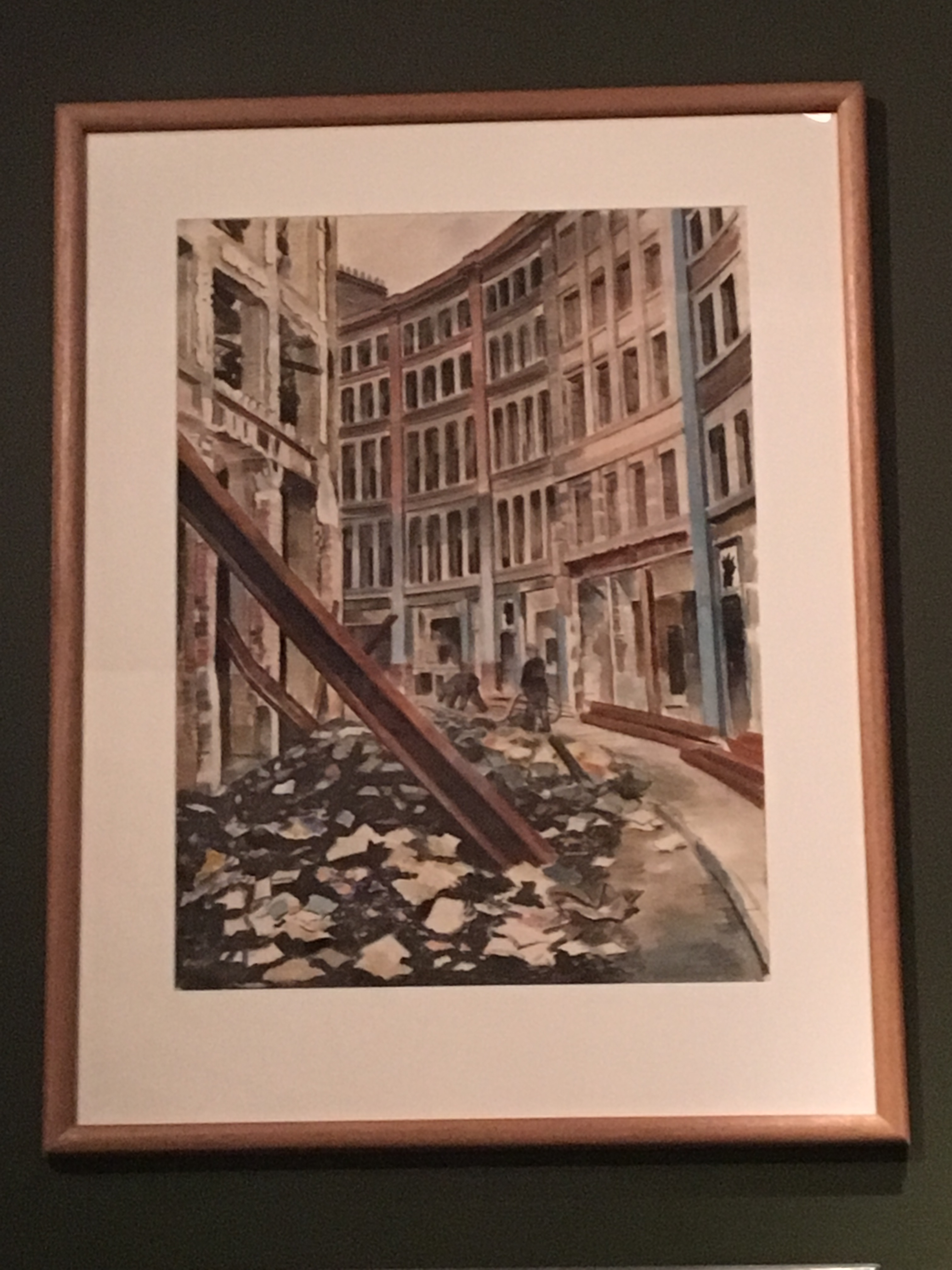
Jewish Crescent pre noves instal·lacions